# Différend frontalier maritime israélo-libanais

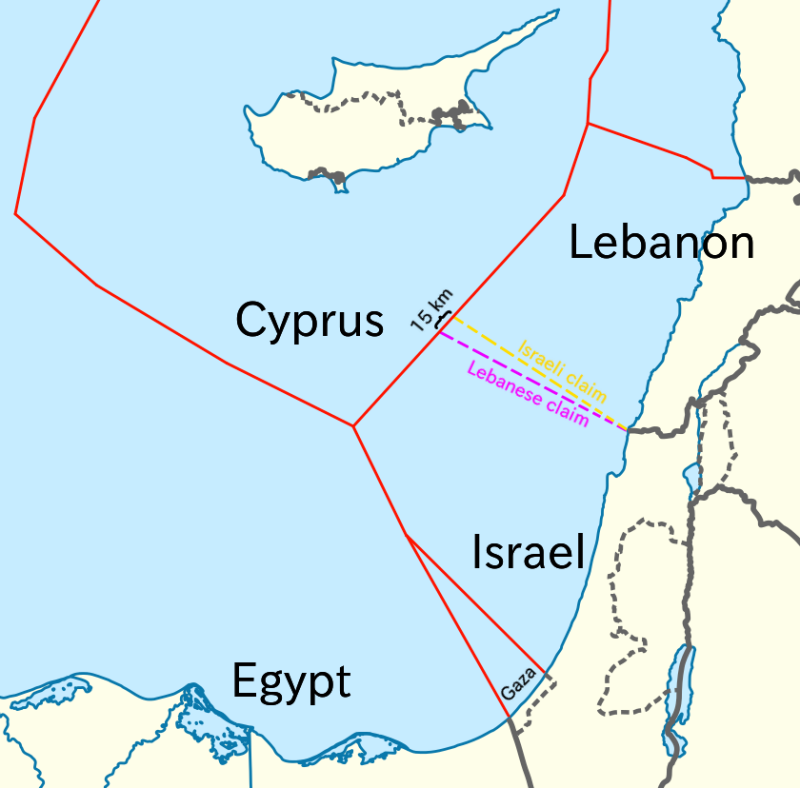
Zones économiques exclusives entre Israël, le Liban et leurs voisins.

Le différend frontalier maritime israélo-libanais était un différend territorial entre l'État d'Israël et la République libanaise au sujet des champs gaziers de Qana et de Karish (en). Le différend a duré de 2010 à 2022, après près de deux ans de négociations.
Les deux pays ont revendiqué des frontières maritimes différentes pendant des décennies, ce qui est devenu un sujet de préoccupation après la découverte de gisements massifs au large des côtes israéliennes en 2010 et depuis lors, les négociations ont été continuellement retardées et reportées. Le développement s'est avéré efficace en 2022 après que le diplomate américain Amos Hochstein a pris la responsabilité de la médiation des négociations. Une intervention militaire a également été spéculée après de nombreux affrontements avec le Hezbollah et des attentes militaires près des frontières.

## Contexte
Depuis 1948, Israël et le Liban ont revendiqué une zone d'environ 850 km2 au large des côtes des deux pays qui contient des ressources en gaz naturel, y compris les gisements de gaz de Qana et de Karish. Cependant, cette question est devenue un véritable différend en 2010 après la découverte de gisements massifs au large des côtes israéliennes dans laquelle le Liban a exprimé des inquiétudes quant au fait que les gisements pourraient s'étendre dans les territoires maritimes libanais.
Le Liban a soumis ses revendications frontalières à l'Organisation des Nations unies (ONU) en 2011. Les différences découlent de la position du Liban selon laquelle la ligne frontalière devrait être marquée plus loin le long de la frontière terrestre, par rapport à la position d'Israël selon laquelle elle devrait être marquée à 90 degrés par rapport à la côte. Le gouvernement israélien a confirmé en août 2011 qu'il soumettrait sa proposition de frontière à l'ONU.
La partie du champ gazier de Karish qui était située sur le territoire israélien incontesté a commencé à être développée pour l'extraction en 2017, mais les travaux ont été retardés par la pandémie de Covid-19. Lorsque les travaux ont repris en 2020, le Liban a affirmé que l'ensemble du champ de Karish appartenait en fait à la zone économique exclusive du pays. Israël a rejeté ces revendications, et a par la suite entamé une procédure de négociation avec le Liban. Les négociations ont finalement été bloquées, le ministre de l'Énergie israélien Yuval Steinitz citant l'incohérence des Libanais à délimiter la frontière maritime des deux nations comme facteur principal, affirmant que le Liban avait « changé sa position... sept fois ». Le Liban a alors officiellement revendiqué une zone supplémentaire de 1 400 km2 de territoire israélien, et les négociations ont apparemment repris quelque temps après.

## Incidents militaires
Le 29 juin 2022, les forces israéliennes ont abattu un drone du Hezbollah survolant la Méditerranée, dans la zone économique exclusive du Liban.
Le 2 juillet 2022, Israël a abattu trois drones du Hezbollah depuis le Liban qui se dirigeaient vers le champ gazier de Karish. L'un a été abattu par un F-16 tandis que les deux autres ont été abattus par la corvette de la marine israélienne INS Eilat,.
Le 18 juillet 2022, Tsahal a abattu un drone que le Hezbollah a vraisemblablement fait voler au-dessus de la frontière.

## Négociations
Les négociations pour déterminer la frontière maritime entre Israël et le Liban ont commencé le 14 octobre 2020. Le premier tour a eu lieu à la base de l'ONU au siège de la Force intérimaire des Nations unies au Liban (FINUL) dans la localité frontalière de Naqoura au sud du Liban. Le secrétaire d'État adjoint aux Affaires du Proche-Orient (en), David Schenker (en), qui a assuré la médiation entre les parties, et le coordinateur spécial des Nations unies pour le Liban, Ján Kubiš, ont assisté au premier tour de pourparlers. Schenker a également exprimé l'espoir que cette décision ne soit qu'un premier pas sur la voie de nouvelles démarches diplomatiques,,,.
Lors de ce tour, Israël était représenté par Udi Adiri, directeur général du ministère de l'Énergie, tandis que le Liban était représenté par le général de brigade Bassam Yassine, chef d'état-major adjoint pour les opérations des forces armées libanaises.

### Report
Les négociations avaient depuis été reportées car les deux pays étaient dans une impasse. Le ministre de l'Énergie israélien Yuval Steinitz avait tweeté que « le Liban a changé sept fois sa position sur la démarcation des frontières maritimes avec Israël ». L'incohérence de la démarcation de la frontière maritime libanaise est la principale raison pour laquelle ces pourparlers ont été bloqués.
Le président libanais Michel Aoun avait souhaité poursuivre ces négociations et délimiter correctement la frontière maritime israélo-libanaise.
Le 12 avril 2021, le ministre intérimaire des Travaux publics et des Transports libanais Michel Najjar (en) a signé un document qui étendait la revendication du Liban à 1 400 km2.

### Médiation par Amos Hochstein et accord
En octobre 2021, Amos Hochstein a été nommé nouveau médiateur des États-Unis et les négociations ont repris en janvier 2022
En juin 2022, Hochstein a présenté la proposition du Liban au gouvernement israélien, mais des tensions ont éclaté après l'arrivée d'une plate-forme de forage sur l'un des champs, au cours de laquelle le Hezbollah a lancé des drones vers la plate-forme qui ont été interceptés par Tsahal. En septembre, Hochstein a présenté une proposition de compromis après laquelle toutes les parties sont parvenues à plusieurs accords. Lors de l'Assemblée générale des Nations unies le 22 septembre, Najib Mikati a souligné son optimisme sur un accord mutuel,. Hochstein et Brett McGurk, conseiller du président américain Joe Biden pour les affaires du Moyen-Orient, ont rencontré les parties séparément après l'assemblée et ont discuté du projet d'accord. Un autre accord a été proposé le 1er octobre, initialement fabriqué par les États-Unis. Le Liban a répondu quelques jours après et a refusé de reconnaître cet accord car il impliquait de payer des redevances pour le gaz sur ses territoires.
Le 11 octobre 2022, les journaux ont déclaré que les deux pays étaient parvenus à un accord et le 13 octobre 2022 que le gouvernement israélien avait voté pour faire avancer l'accord à l'étape finale du processus d'approbation. Il a été convenu que le champ gazier de Karish serait sous contrôle israélien total et le champ gazier de Qana a été attribué au Liban où la société française d'énergie et de pétrole, TotalEnergies, effectuera l'exploration et l'exploitation tout en payant des redevances à Israël,,. Israël maintiendra la zone de trois milles marins au large de ses côtes dont il dit avoir besoin pour la sécurité côtière. Cela a été considéré comme un accord historique entre deux nations rivales. Le gouvernement libanais a exhorté la société française à lancer immédiatement l'exploration gazière dans le champ gazier de Qana.
Le 27 octobre, le Liban et Israël signent un accord délimitant leur frontière maritime qui assure la répartition des gisements gaziers offshore en Méditerranée orientale. Une cérémonie s'est déroule au siège de la FINUL à Naqoura, en présence du médiateur américain Amos Hochstein et de la coordinatrice spéciale des Nations unies pour le Liban Joanna Wronecka (en),.

#### Réactions à l'accord
- Le Premier ministre israélien Yaïr Lapid a déclaré dans un communiqué : « C'est une réalisation historique qui renforcera la sécurité d'Israël, injectera des milliards dans l'économie israélienne et assurera la stabilité de notre frontière nord. »[34]. Il a déclaré que l'accord est une « reconnaissance » d'Israël par le Liban[26].

- Le président libanais Michel Aoun a indiqué que l'accord est purement « technique » et ne comporte aucune « dimension politique »[35].

- Le président américain Joe Biden a félicité Israël et le Liban pour « la conclusion officielle de leur accord visant à résoudre leur litige frontalier maritime de longue date. » « Les deux parties ont effectué les dernières démarches pour faire entrer en vigueur l'accord et ont soumis les documents finaux aux Nations unies en présence des États-Unis. »[36].

- Le président français Emmanuel Macron a félicité ses trois interlocuteurs pour leurs efforts et leur détermination qui ont permis de conclure cet accord historique. Il a également salué la médiation des États-Unis[37].

- L'ambassadeur britannique Hamish Cowell a fait l'éloge de l'accord sur la frontière maritime. Il a qualifié l'accord sur la frontière maritime, qui pourrait permettre une nouvelle exploration offshore du gaz naturel libanais, d'« accord important », envoyant un « signal d'espoir et un signal de revenus potentiels provenant des hydrocarbures »[38].

- Le ministre des Affaires étrangères et de la Coopération internationale des Émirats arabes unis (en), Abdullah bin Zayid Al Nahyan, a salué les efforts déployés pour parvenir à l'accord et a déclaré que cette décision contribuerait à renforcer la stabilité régionale[39].

- Le secrétaire général du Hezbollah Hassan Nasrallah a déclaré que « ce qui s'est passé est une grande grande grande victoire pour l’État libanais, ses citoyens et la résistance », Nasrallah a souligné que l'accord a été conclu sans la normalisation d'Israël. Et cela se voit dans le fait que les délégations ne se sont pas assises sous un même toit à aucun moment. Aussi, selon Nasrallah, les dirigeants se sont comportés avec précision et il n'existe aucun document sur lequel les signatures des deux parties apparaissent pour éviter l'apparence de normalisation. Et a souligné que l'accord n'a pas le statut de contrat international et n'accorde pas de garanties de sécurité à Israël. En outre, Nasrallah a annoncé la fin de l'état d'alerte spécial déclaré par le Hezbollah concernant l'enregistrement de la frontière[33]. Ce dernier a été prononcé lors du discours prononcé lors de la cérémonie d'ouverture du marché My Land à Beyrouth[40].

## Analyse
L'accord pourrait éventuellement devenir une source de revenus clé pour le Liban, qui a été frappé par une crise économique, et pourrait stabiliser son réseau électrique. Si cela améliore l'économie libanaise, cela pourrait renforcer les institutions du pays et réduire l'influence du Hezbollah. Israël a déclaré qu'il pourrait commencer à extraire du pétrole et du gaz du champ de Karish et l'exporter vers l'Europe en quelques semaines,.
Israël a présenté l'accord comme un renforcement de la stabilité régionale et espérait que l'accord apporterait la sécurité à sa frontière maritime nord puisqu'il réprimerait les menaces du Hezbollah, qui a déclaré qu'il respecterait un accord sur la frontière maritime. Randa Slim (en) du Middle East Institute a déclaré que l'accord pourrait éventuellement conduire à des négociations sur le tracé de la frontière terrestre israélo-libanaise.